# Centrophorus seychellorum
Centrophorus seychellorum es una especie de elasmobranquio escualiforme de la familia Centrophoridae.